# Paul Althaus den äldre

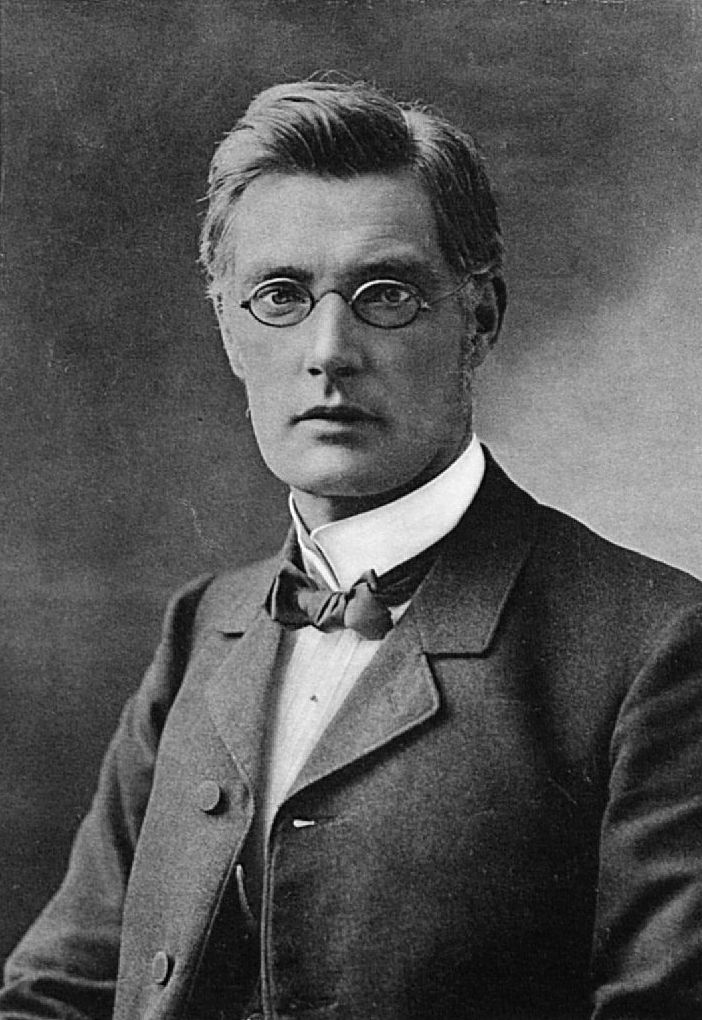
Paul Althaus den äldre.

Adolf Paul Johannes Althaus, född 29 november 1861, död 9 april 1925, var en tysk evangelisk teolog. Han var far till Paul Althaus den yngre.
Althaus blev 1899 professor vid universitetet i Göttingen och 1912 i Leipzig. Bland Althaus skrifter märks Forschungen zur evangelischen Gebetslitteratur (utgiven postumt 1927).